# Chourgnac
Chourgnac-d'Ans redirige ici.
Chourgnac, également appelée Chourgnac-d'Ans, est une commune française située dans le département de la Dordogne, en région Nouvelle-Aquitaine.

## Géographie

### Généralités
Dans le quart nord-est du département de la Dordogne, la commune de Chourgnac se situe en Périgord central, sur les hauteurs calcaires  entre les vallées de l'Auvézère et de son sous-affluent, la Soue.
Le petit bourg de Chourgnac, implanté 350 mètres à l'ouest de la route départementale 67, se situe, en distances orthodromiques, huit kilomètres à l'ouest-sud-ouest de Hautefort et onze kilomètres au nord de Thenon.

### Communes limitrophes
Chourgnac est limitrophe de quatre autres communes.
|                      | Tourtoirac |             |
| Sainte-Eulalie-d'Ans | Chourgnac  |             |
| Gabillou             |            | Sainte-Orse |

### Géologie et relief

#### Géologie
Situé sur la plaque nord du Bassin aquitain et bordé à son extrémité nord-est par une frange du Massif central, le département de la Dordogne présente une grande diversité géologique. Les terrains sont disposés en profondeur en strates régulières, témoins d'une sédimentation sur cette ancienne plate-forme marine. Le département peut ainsi être découpé sur le plan géologique en quatre gradins différenciés selon leur âge géologique. Chourgnac est située dans le deuxième gradin à partir du nord-est, un plateau formé de roches calcaires très dures du Jurassique que la mer a déposées par sédimentation chimique carbonatée, en bancs épais et massifs.
Les couches affleurantes sur le territoire communal sont constituées de formations superficielles du Quaternaire et de roches sédimentaires datant pour certaines du Cénozoïque, et pour d'autres du Mésozoïque. La formation la plus ancienne, notée j2, date du Bajocien, des calcaires oolithiques bioclastiques (localement niveau à polypiers) en alternance avec des calcaires cryptocristallins ou évoluant vers un faciès de calcaire crayeux (secteur nord-ouest). La formation la plus récente, notée CFp, fait partie des formations superficielles de type colluvions indifférenciées de versant, de vallon et plateaux issues d'alluvions, molasses, altérites. Le descriptif de ces couches est détaillé dans  la feuille « no 759 - Périgueux (est) » de la carte géologique au 1/50 000 de la France métropolitaine, et sa notice associée.

Carte géologique de Chourgnac.

#### Relief et paysages

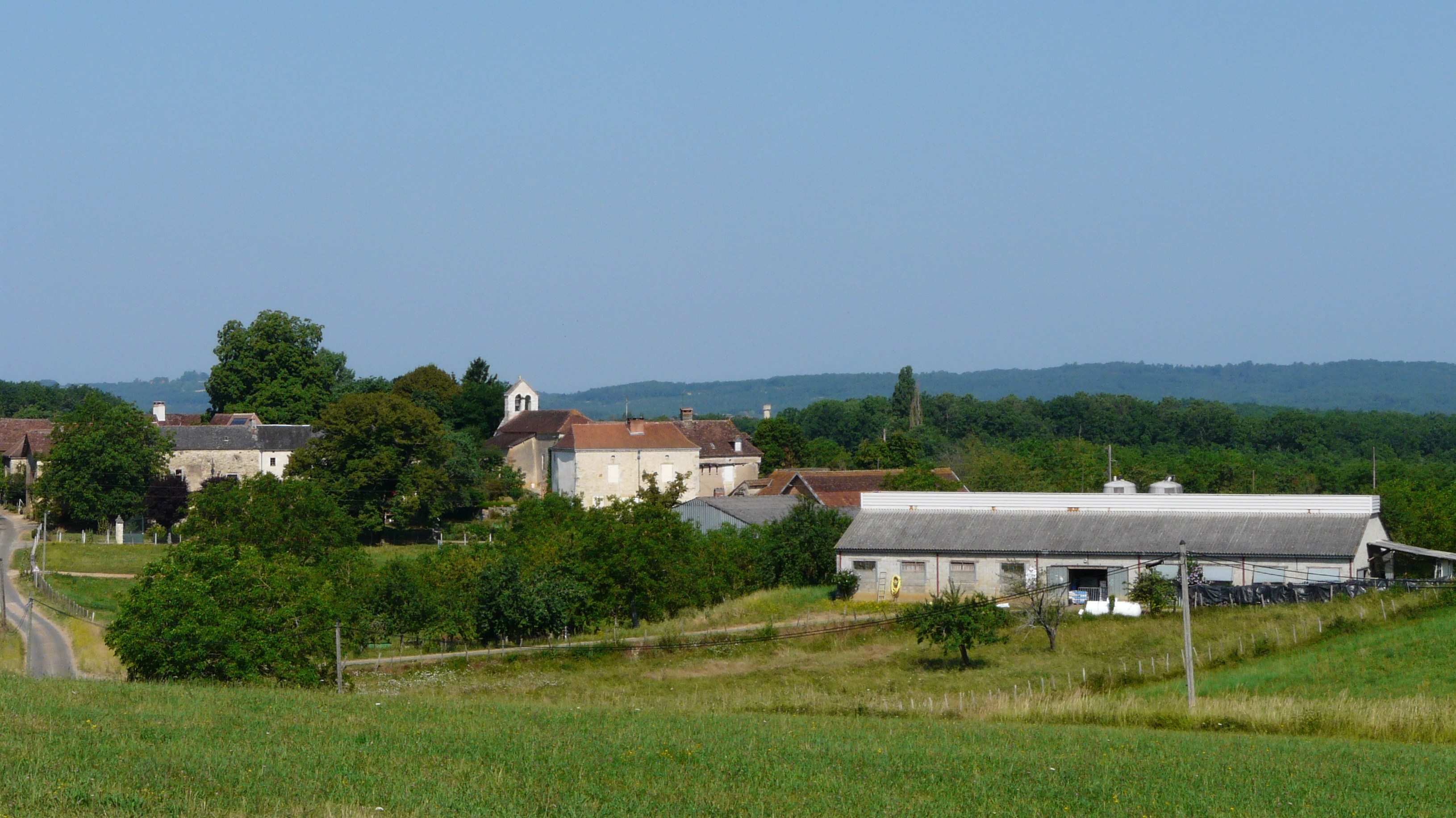
Le petit bourg de Chourgnac.

Le département de la Dordogne se présente comme un vaste plateau incliné du nord-est (491 m, à la forêt de Vieillecour dans le Nontronnais, à Saint-Pierre-de-Frugie) au sud-ouest (2 m à Lamothe-Montravel). L'altitude du territoire communal varie quant à elle entre 149 m à la pointe nord de la commune, en limite de celle de Tourtoirac, et 260 m au sud-est.
Dans le cadre de la Convention européenne du paysage entrée en vigueur en France le 1er juillet 2006, renforcée par la loi du 8 août 2016 pour la reconquête de la biodiversité, de la nature et des paysages, un atlas des paysages de la Dordogne a été élaboré sous maîtrise d’ouvrage de l’État et publié en octobre 2020. Les paysages du département s'organisent en huit unités paysagères et 14 sous-unités. La commune fait partie du Périgord central, un paysage vallonné, aux horizons limités par de nombreux bois, plus ou moins denses, parsemés de prairies et de petits champs.
La superficie cadastrale de la commune publiée par l'Insee, qui sert de référence dans toutes les statistiques, est de 6,96 km2,,. La superficie géographique, issue de la BD Topo, composante du Référentiel à grande échelle produit par l'IGN, est quant à elle de 7,18 km2.

### Hydrographie

#### Réseau hydrographique
La commune est située dans le bassin de la Dordogne au sein du Bassin Adour-Garonne. Aucun cours d'eau permanent n'est répertorié sur la commune,. Quelques rares étangs parsèment le territoire communal.

#### Gestion et qualité des eaux
Bien qu'aucun cours d'eau ne baigne la commune, celle-ci est néanmoins couverte par le schéma d'aménagement et de gestion des eaux (SAGE) « Isle - Dronne » pour les eaux de ruissellement et les eaux souterraines. Le SAGE « Isle - Dronne », dont le territoire regroupe les bassins versants de l'Isle et de la Dronne, d'une superficie de 7 500 km2, a été approuvé le 2 août 2021. La structure porteuse de l'élaboration et de la mise en œuvre est l'établissement public territorial de bassin de la Dordogne (EPIDOR). Ils définissent chacun sur leur territoire les objectifs généraux d’utilisation, de mise en valeur et de protection quantitative et qualitative des ressources en eau superficielle et souterraine, en respect des objectifs de qualité définis dans le troisième SDAGE  du Bassin Adour-Garonne qui couvre la période 2022-2027, approuvé le 10 mars 2022.

### Climat
Pour des articles plus généraux, voir Climat de la Nouvelle-Aquitaine et Climat de la Dordogne.
Historiquement, la commune est exposée à un climat océanique aquitain.  
En 2020, Météo-France publie une typologie des climats de la France métropolitaine dans laquelle la commune est exposée à un climat océanique altéré et est dans la région climatique  Ouest et nord-ouest du Massif Central, caractérisée par une pluviométrie annuelle de 900 à 1 500 mm, maximale en automne et en hiver.
Pour la période 1971-2000, la température annuelle moyenne est de 11,9 °C, avec  une amplitude thermique annuelle de 15,2 °C. Le cumul annuel moyen de précipitations est de 957 mm, avec 13,1 jours de précipitations en janvier et 7,3 jours en juillet. Pour la période 1991-2020, la température moyenne annuelle observée sur la station météorologique la plus proche, située sur la commune de Thenon à 11 km à vol d'oiseau, est de 12,9 °C et le cumul annuel moyen de précipitations est de 907,1 mm,. Pour l'avenir, les paramètres climatiques de la commune estimés pour 2050 selon différents scénarios d’émission de gaz à effet de serre sont consultables sur un site dédié publié par Météo-France en novembre 2022.

## Urbanisme

### Typologie
Au 1er janvier 2024, Chourgnac est catégorisée commune rurale à habitat très dispersé, selon la nouvelle grille communale de densité à 7 niveaux définie par l'Insee en 2022.
Elle est située hors unité urbaine et hors attraction des villes,.

### Occupation des sols
L'occupation des sols de la commune, telle qu'elle ressort de la base de données européenne d’occupation biophysique des sols Corine Land Cover (CLC), est marquée par l'importance des territoires agricoles (50,6 % en 2018), une proportion sensiblement équivalente à celle de 1990 (50,1 %). La répartition détaillée en 2018 est la suivante : 
forêts (49,4 %), zones agricoles hétérogènes (48,9 %), prairies (1,7 %). L'évolution de l’occupation des sols de la commune et de ses infrastructures peut être observée sur les différentes représentations cartographiques du territoire : la carte de Cassini (XVIIIe siècle), la carte d'état-major (1820-1866) et les cartes ou photos aériennes de l'IGN pour la période actuelle (1950 à aujourd'hui).

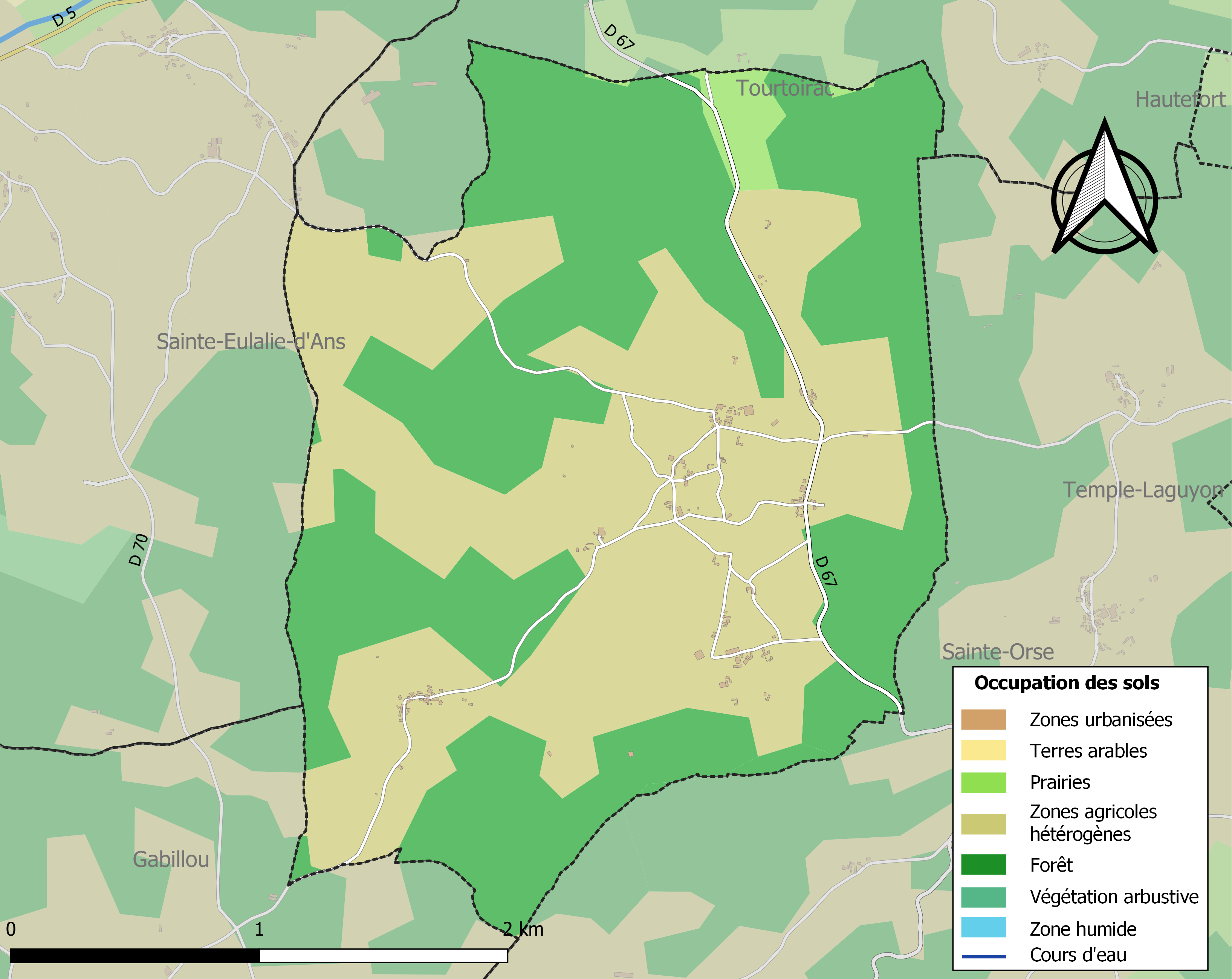
Carte des infrastructures et de l'occupation des sols de la commune en 2018 (CLC).

### Villages, hameaux et lieux-dits
Outre le bourg de Chourgnac proprement dit, la commune se compose d'autres villages ou hameaux, ainsi que de lieux-dits :
- les Ailleteaux
- le Bastis
- le Cheyrou
- les Forêts
- les Galopières
- le Grand Claud
- Jarrissou
- la Jasse
- Lachèze
- Lafont
- Lescuras
- Lestrade
- le Moulin à Vent
- les Peix
- les Petits Clauds
- le Pigeonnier
- Puy la Croix
- Soumeil.

### Prévention des risques
Le territoire de la commune de Chourgnac est vulnérable à différents aléas naturels : météorologiques (tempête, orage, neige, grand froid, canicule ou sécheresse), feux de forêts, mouvements de terrains et séisme (sismicité très faible). Un site publié par le BRGM permet d'évaluer simplement et rapidement les risques d'un bien localisé soit par son adresse soit par le numéro de sa parcelle.
Chourgnac est exposée au risque de feu de forêt. L’arrêté préfectoral du 14 mars 2013 fixe les conditions de pratique des incinérations et de brûlage dans un objectif de réduire le risque de départs d’incendie. À ce titre, des périodes sont déterminées : interdiction totale du 15 février au 15 mai et du 15 juin au 15 octobre, utilisation réglementée du 16 mai au 14 juin et du 16 octobre au 14 février. En septembre 2020, un plan inter-départemental de protection des forêts contre les incendies (PidPFCI) a été adopté pour la période 2019-2029,.

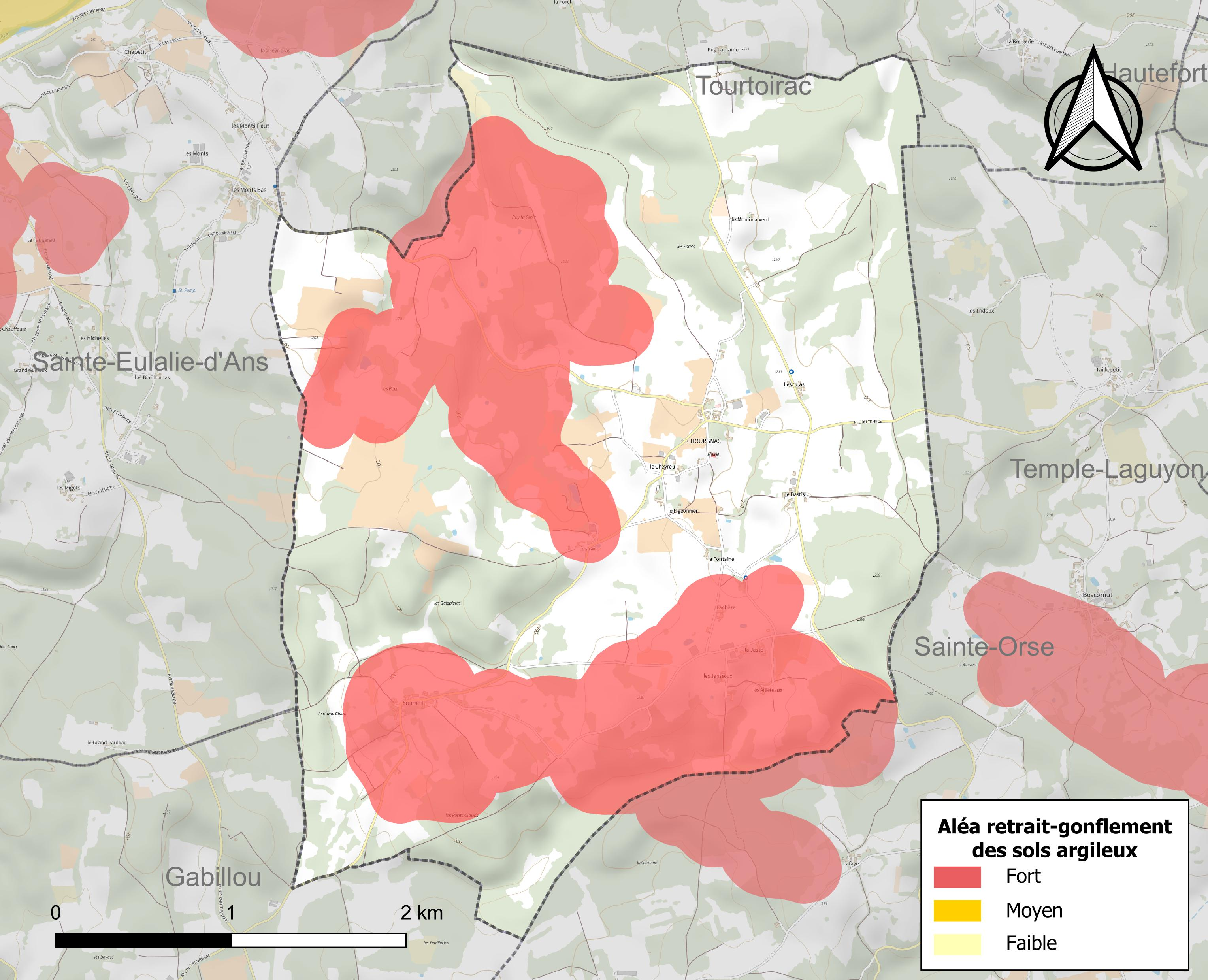
Carte des zones d'aléa retrait-gonflement des sols argileux de Chourgnac.

Les mouvements de terrains susceptibles de se produire sur la commune sont des tassements différentiels. Le retrait-gonflement des sols argileux est susceptible d'engendrer des dommages importants aux bâtiments en cas d’alternance de périodes de sécheresse et de pluie. 35,6 % de la superficie communale est en aléa moyen ou fort (58,6 % au niveau départemental et 48,5 % au niveau national métropolitain). Depuis le 1er octobre 2020, en application de la loi ÉLAN, différentes contraintes s'imposent aux vendeurs, maîtres d'ouvrages ou constructeurs de biens situés dans une zone classée en aléa moyen ou fort,.
La commune a été reconnue en état de catastrophe naturelle au titre des dommages causés par les inondations et coulées de boue survenues en 1982 et 1999, par la sécheresse en 1989 et par des mouvements de terrain en 1999.

## Toponymie
Le nom du village provient d'un nom de personnage gallo-roman Scaurinus auquel le suffixe -acum a été apposé, indiquant le « domaine de Scaurinus ».
En occitan limousin, la commune porte le nom de Chornhac.
Les habitants de la commune se nomment les Chourgnacois.
Si le nom officiel de la commune est Chourgnac, elle est localement appelée « Chourgnac-d'Ans », en référence au pays d'Ans, du nom de l'ancienne châtellenie qui regroupait dix-huit paroisses au XIVe siècle.

## Histoire
Une présence humaine préhistorique est attestée sur le territoire communal par un gisement datant du Moustérien.
La première mention connue du nom du village apparaît au XIe siècle sous la forme « Eschaurniac » qui devient « Chournhac » au XIVe siècle.
Jusqu'à la fin de la guerre de Cent Ans, la paroisse de Chourgnac a dépendu de la châtellenie d'Ans, celle-ci passant à plusieurs reprises sous dominations anglaise puis française. En 1600, Henri IV, comte de Périgord, vend à Jean de Marqueyssac, seigneur d'Hautefort de Bruzac, le droit de justice sur la paroisse de Chourgnac.
Sur la carte de Cassini représentant la France entre 1756 et 1789, le village est identifié sous le nom d'« Eychourgnac ».

## Politique et administration

### Rattachements administratifs et électoraux
La commune de Chourgnac a, dès 1790, été rattachée au canton d'Orse qui dépendait du district d'Excideuil. Les districts sont supprimés en 1795, et le canton d'Orse en 1801. La commune est alors rattachée au canton de Hautefort, lui-même dépendant de l'arrondissement de Périgueux.
Dans le cadre de la réforme de 2014 définie par le décret du 21 février 2014, le canton de Hautefort disparaît aux élections départementales de mars 2015. La commune est alors rattachée électoralement au canton du Haut-Périgord Noir.
En 2017, Chourgnac est rattachée à l'arrondissement de Sarlat-la-Canéda,.

### Intercommunalité
Au 1er janvier 1995, Chourgnac intègre dès sa création la communauté de communes du Pays de Hautefort. Celle-ci disparaît le 31 décembre 2013, remplacée au 1er janvier 2014 par une nouvelle intercommunalité élargie, la communauté de communes du Terrassonnais en Périgord noir Thenon Hautefort, renommée communauté de communes Terrassonnais Haut Périgord Noir en octobre 2021.

### Administration municipale
La population de la commune étant inférieure à 100 habitants au recensement de 2017, sept conseillers municipaux ont été élus en 2020,.

### Liste des maires

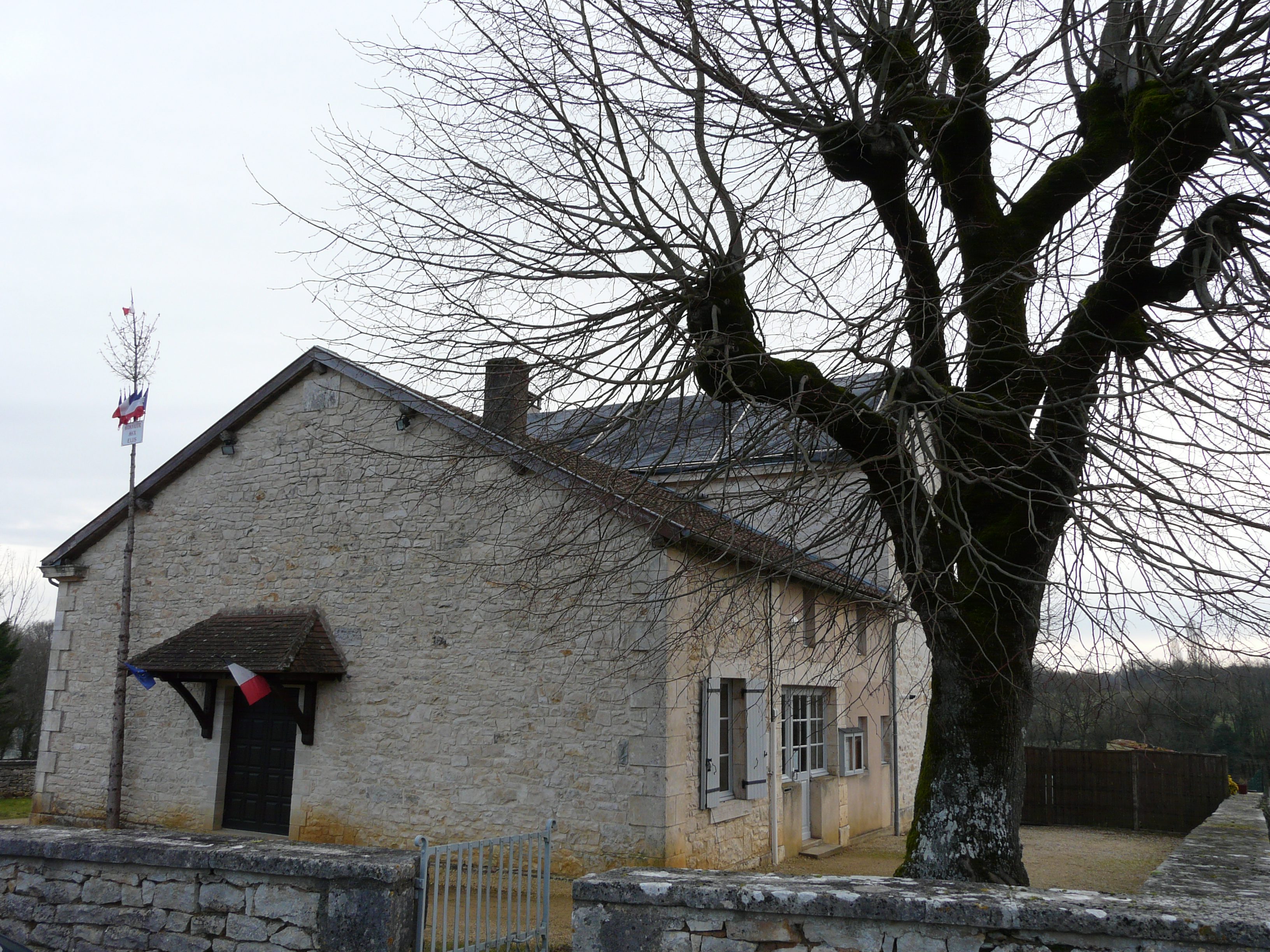
La mairie.

| Période                                  | Période              | Identité              | Étiquette | Qualité                            |
| ---------------------------------------- | -------------------- | --------------------- | --------- | ---------------------------------- |
| Les données manquantes sont à compléter. |                      |                       |           |                                    |
|                                          |                      |                       |           |                                    |
| (1838 ou avant)                          | septembre 1848       | Jean (aîné) Lasgrézas |           |                                    |
| septembre 1848                           | (1849 ou 1850)       | Bertrand Bardet       |           |                                    |
| (1849 ou 1850)                           | août 1851            | Jean (aîné) Lasgrézas |           |                                    |
| août 1851                                | janvier 1852         | Léonard Jardon        |           | Adjoint faisant fonctions de maire |
| janvier 1852                             | (1857 ou 1858)       | Élie Lagorce          |           | Percepteur                         |
| (1857 ou 1858)                           | (1858 ou après)      | Lathoumétie           |           |                                    |
|                                          |                      |                       |           |                                    |
| (1874 ou avant)                          | 1878                 | Galmot                |           |                                    |
| 1878                                     | (1884 ou après)      | Jean Lasgrézas        |           |                                    |
|                                          |                      |                       |           |                                    |
| (1923 ou avant)                          | mai 1935             | Guillaume Lathoumétie |           |                                    |
| mai 1935                                 | (entre 1951 et 1953) | Jean (Élie) Flageat   |           |                                    |
| (entre 1951 et 1953)                     | février 1971         | René Flageat          |           |                                    |
| mars 1971                                | mai 1992             | Maurice Flageat       |           |                                    |
| juin 1992                                | juin 1995            | Paul Dumas            |           |                                    |
| juin 1995                                | 1996                 | Guy Couderc           |           |                                    |
| mars 1996                                | mars 2008            | Gilbert Mournaud      |           | Agriculteur, négociant en fruits   |
| mars 2008                                | octobre 2013         | Annick Queyroi-Dumas  | PS        | Enseignante                        |
| novembre 2013 (réélue en mai 2020)       | En cours             | Patricia Flageat      |           | Exploitante agricole               |

### Jumelages

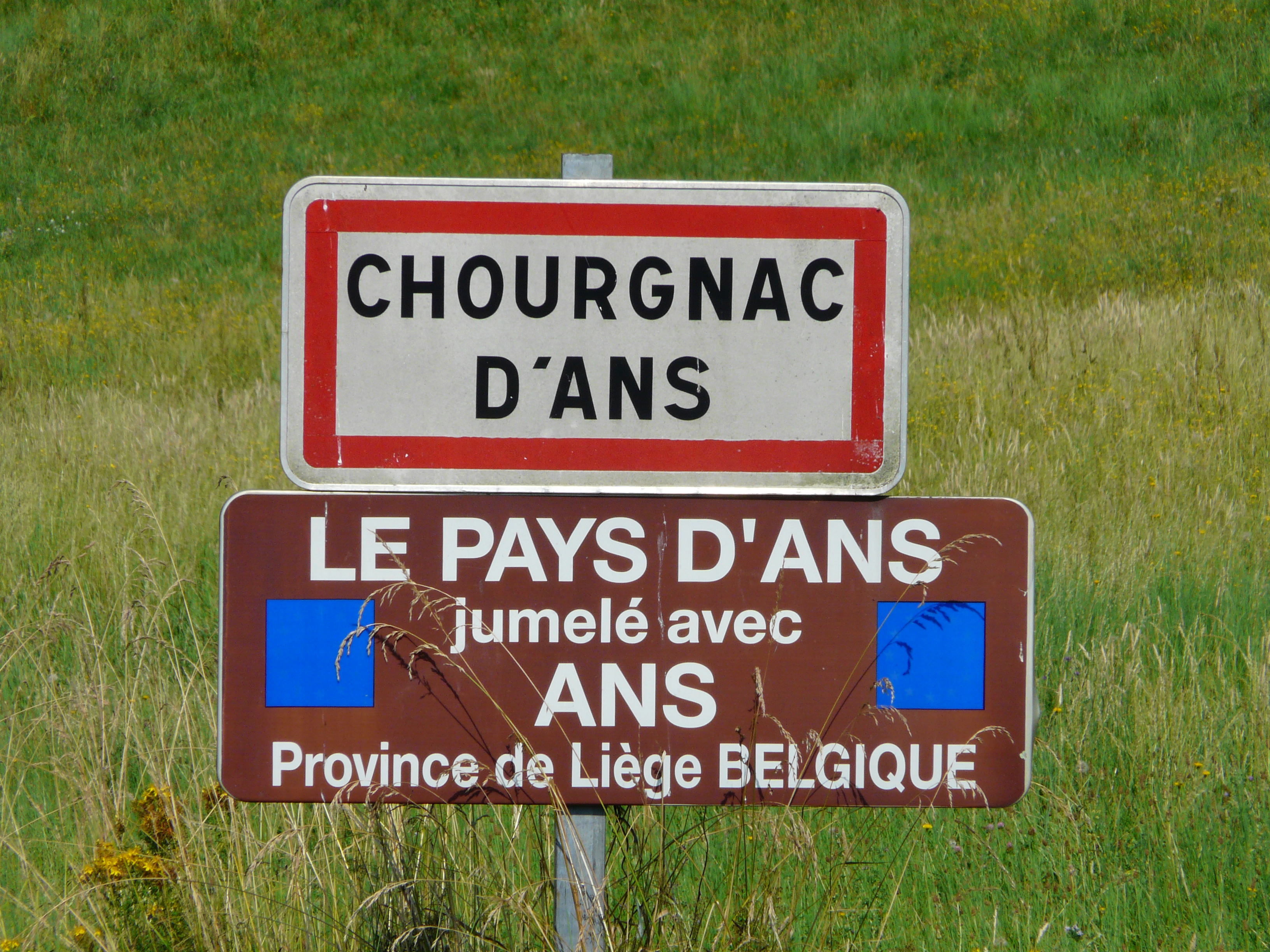
Panneau de jumelage avec Ans.

- Ans (Belgique) depuis 1999

## Équipements et services publics

### Enseignement
Début 2015, Chourgnac, Sainte-Eulalie-d'Ans, Saint-Pantaly-d'Ans et Tourtoirac sont organisées en regroupement pédagogique intercommunal (RPI) au niveau des classes de primaire. Chourgnac et Saint-Pantaly-d'Ans n'ayant plus d'école, Tourtoirac accueille les enfants en maternelle, en cours préparatoire et en cours élémentaire 1re année ; Sainte-Eulalie-d'Ans s'occupe du cours élémentaire 2e année et du cours moyen (CM1 et CM2).

### Justice
Dans le domaine judiciaire, Chourgnac relève : 
- du tribunal judiciaire, du tribunal pour enfants, du conseil de prud'hommes et du tribunal de commerce de Périgueux ;
- du pôle Nationalité du tribunal judiciaire de Périgueux (compétent uniquement dans le domaine de la nationalité) ;
- de la cour d'appel, du tribunal administratif et de la  cour administrative d'appel de Bordeaux.

## Population et société

### Démographie
L'évolution du nombre d'habitants est connue à travers les recensements de la population effectués dans la commune depuis 1793. Pour les communes de moins de 10 000 habitants, une enquête de recensement portant sur toute la population est réalisée tous les cinq ans, les populations de référence des années intermédiaires étant quant à elles estimées par interpolation ou extrapolation. Pour la commune, le premier recensement exhaustif entrant dans le cadre du nouveau dispositif a été réalisé en 2006.

En 2022, la commune comptait 69 habitants, en évolution de +15 % par rapport à 2016 (Dordogne : +0,37 %, France hors Mayotte : +2,11 %).
| 1793 | 1800 | 1806 | 1821 | 1831 | 1836 | 1841 | 1846 | 1851 |
| ---- | ---- | ---- | ---- | ---- | ---- | ---- | ---- | ---- |
| 388  | 251  | 281  | 315  | 412  | 395  | 359  | 348  | 368  |

| 1856 | 1861 | 1866 | 1872 | 1876 | 1881 | 1886 | 1891 | 1896 |
| ---- | ---- | ---- | ---- | ---- | ---- | ---- | ---- | ---- |
| 362  | 329  | 294  | 305  | 288  | 289  | 268  | 236  | 228  |

| 1901 | 1906 | 1911 | 1921 | 1926 | 1931 | 1936 | 1946 | 1954 |
| ---- | ---- | ---- | ---- | ---- | ---- | ---- | ---- | ---- |
| 222  | 212  | 194  | 174  | 158  | 154  | 148  | 142  | 124  |

| 1962 | 1968 | 1975 | 1982 | 1990 | 1999 | 2006 | 2011 | 2016 |
| ---- | ---- | ---- | ---- | ---- | ---- | ---- | ---- | ---- |
| 113  | 94   | 71   | 72   | 71   | 56   | 68   | 71   | 60   |

| 2021 | 2022 | - | - | - | - | - | - | - |
| ---- | ---- | - | - | - | - | - | - | - |
| 66   | 69   | - | - | - | - | - | - | - |

## Économie

### Emploi
En 2015, parmi la population communale comprise entre 15 et 64 ans, les actifs représentent trente personnes, soit 46,9 % de la population municipale. Le nombre de chômeurs (trois) a augmenté par rapport à 2010 (deux) et le taux de chômage de cette population active s'établit à 10,7 %.

### Établissements
Au 31 décembre 2015, la commune compte onze établissements, dont quatre dans l'agriculture, la sylviculture ou la pêche, trois relatifs au secteur administratif, à l'enseignement, à la santé ou à l'action sociale, trois au niveau des commerces, transports ou services, et un dans la construction.

## Culture locale et patrimoine

### Lieux et monuments
- L'église Saint-Sulpice[61], gothique[62] avec clocher-mur, recèle un autel polychrome du XVIIIe siècle[62] ; son tabernacle[63] ainsi qu'un meuble de sacristie[64] sont inscrits au titre des monuments historiques en 1974.
- Sur un hectare, le site de Lachèze, est inscrit à titre historique. Il abrite la demeure natale d'Antoine de Tounens, premier roi d'Araucanie et de Patagonie, la chartreuse de la Chèze datant de 1757[65], transformée en musée des rois d'Araucanie[66], avec mobilier du XIVe siècle[62].

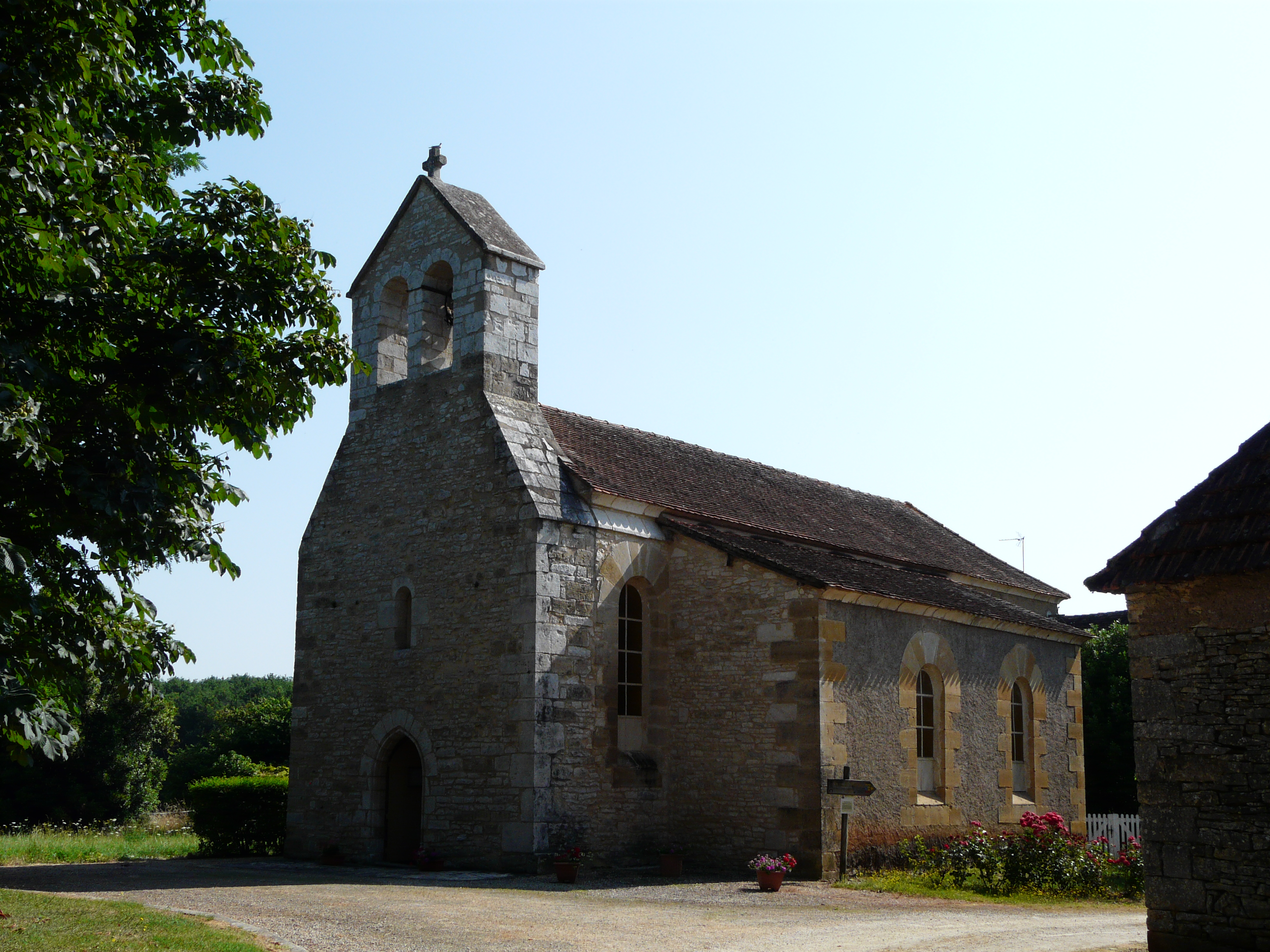
L'église Saint-Sulpice.
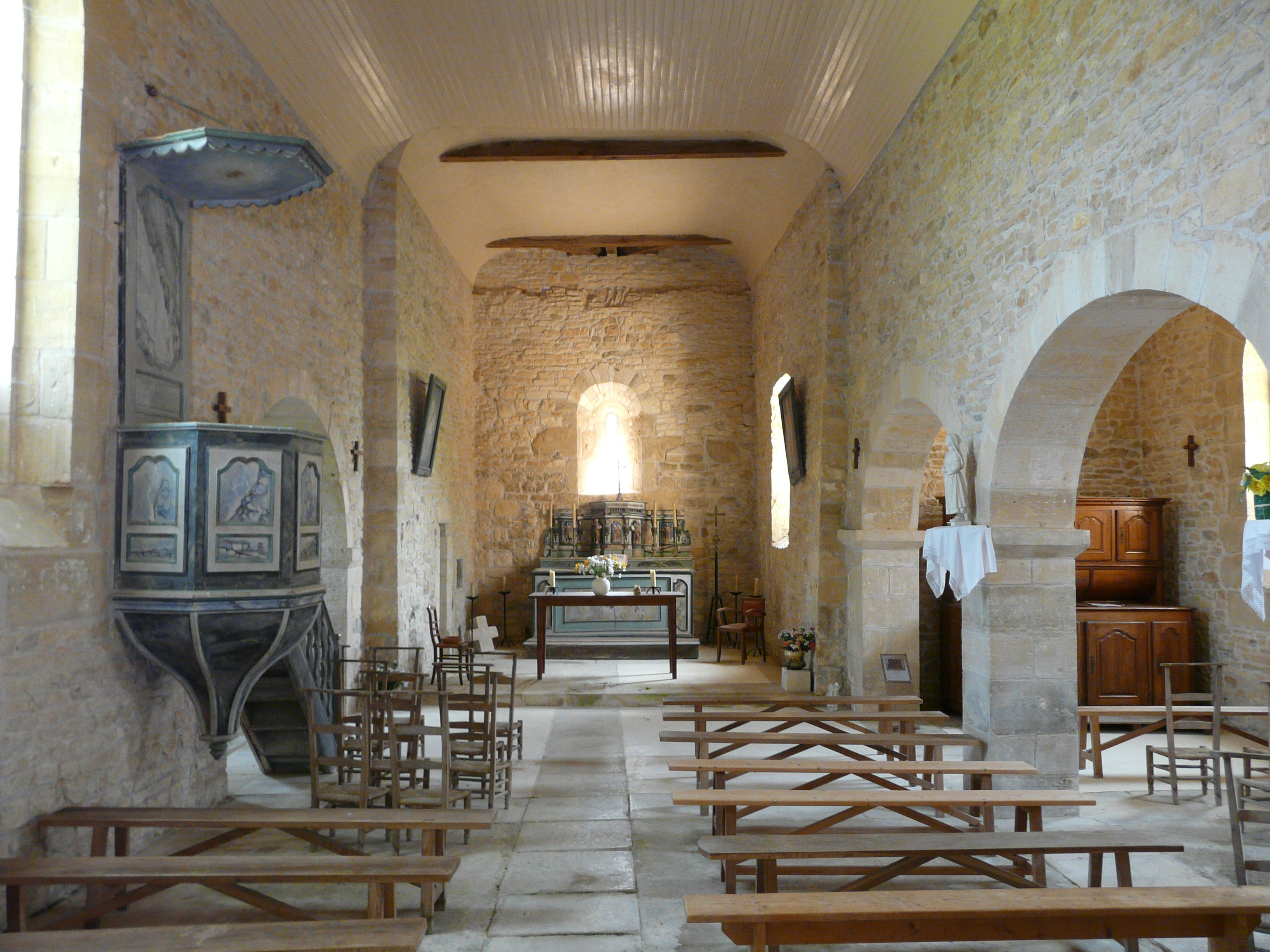
Sa nef.
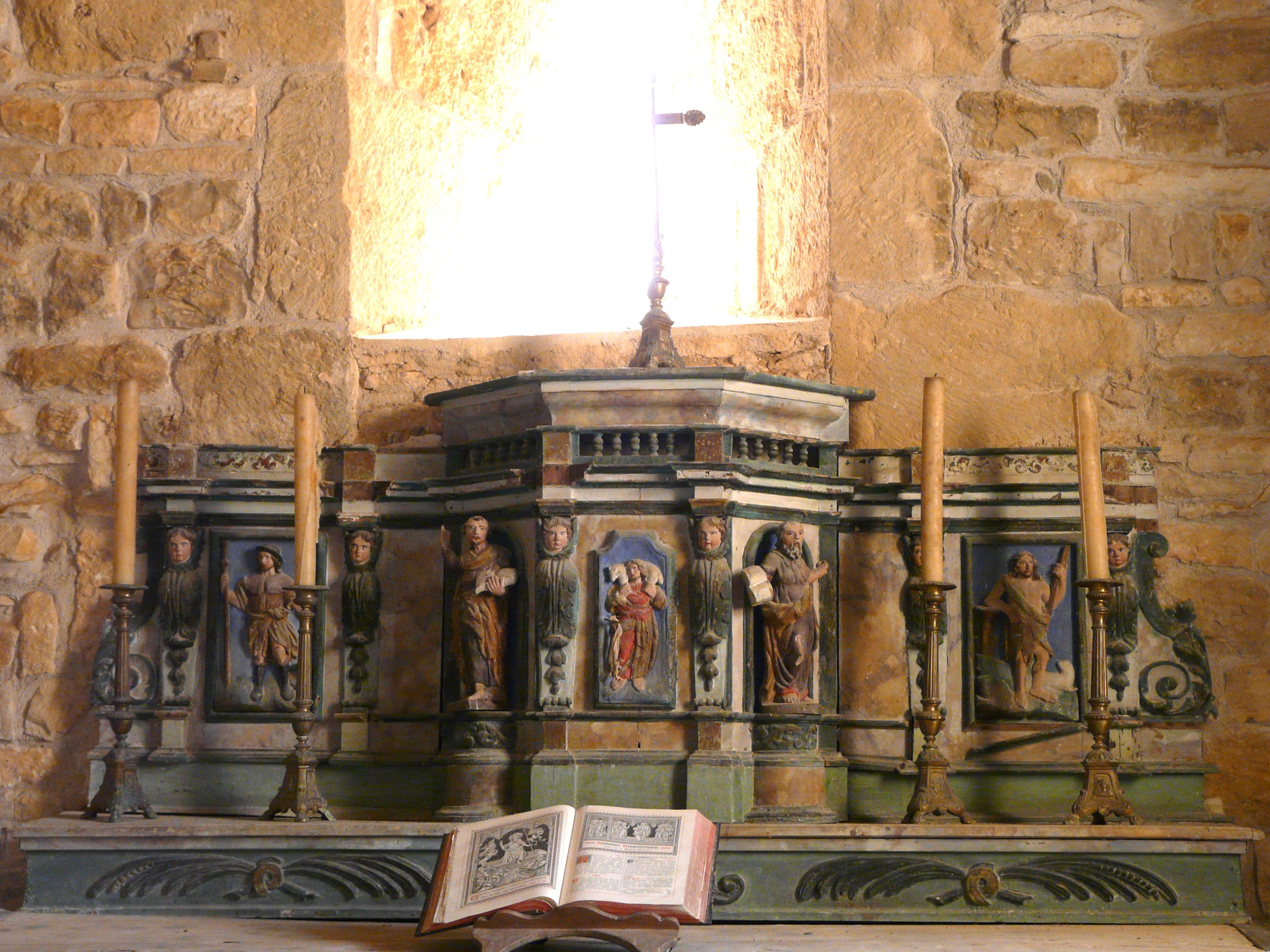
Le tabernacle du XVIIIe siècle.
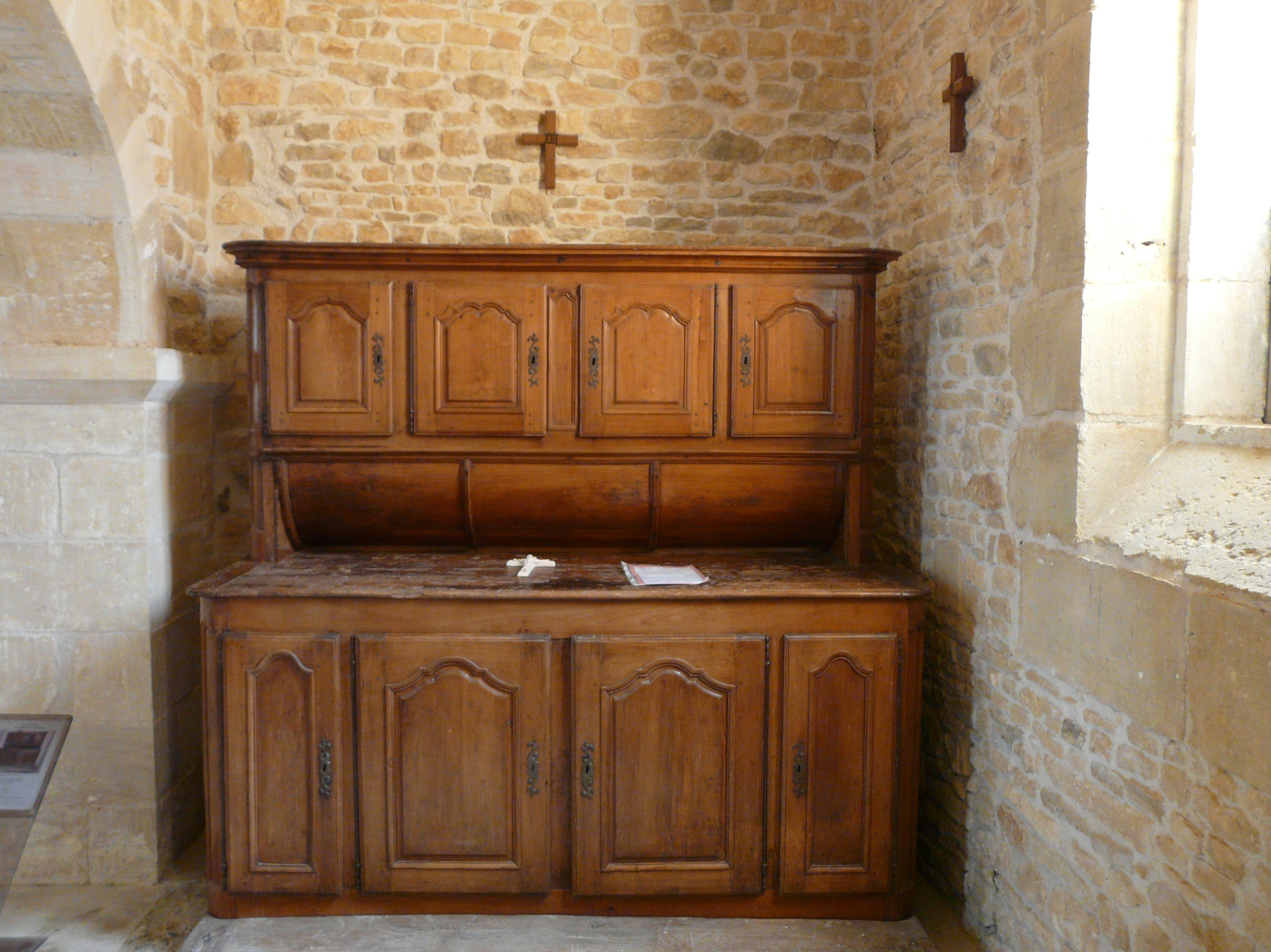
Le meuble chapier du XVIIIe siècle.
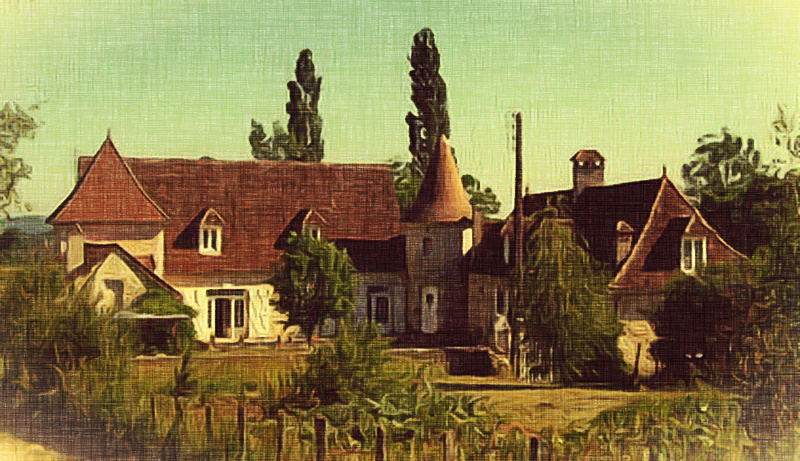
Tableau représentant la chartreuse de la Chèze.
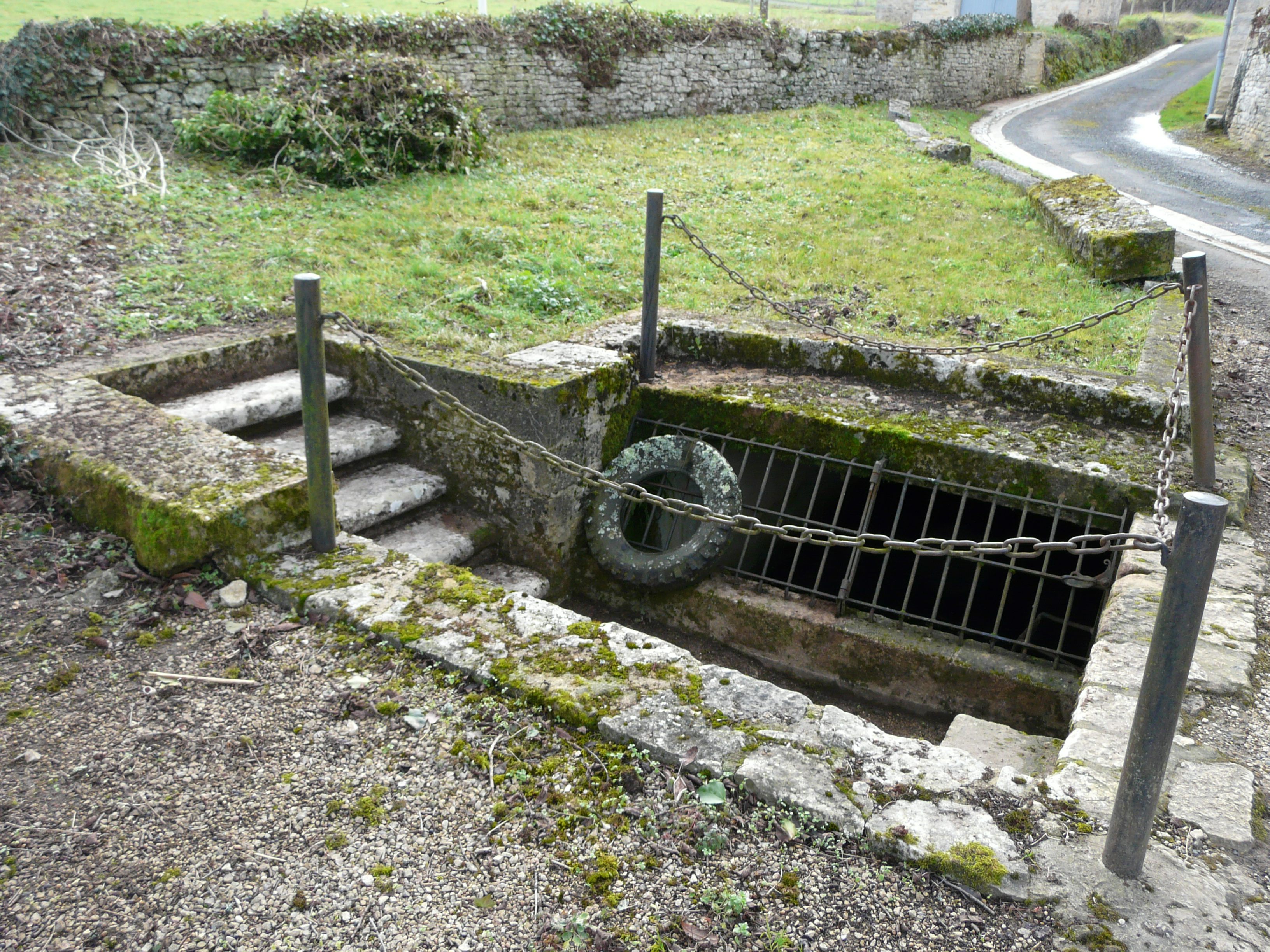
Fontaine à côté de la chartreuse.

### Personnalités liées à la commune
- Antoine de Tounens, (1825-1878), né à la Chèze (ou la Chaise), hameau de la commune de Chourgnac. Aventurier, prétendant au trône de la maison royale d'Araucanie et de Patagonie sous le nom de Orllie-Antoine Ier[67].
- Philippe Boiry, (1927-2014), journaliste et professeur d'université. Prétendant au trône de la maison royale d'Araucanie et de Patagonie sous le nom de Philippe Ier[68], est décédé à la Chèze, hameau de la commune de Chourgnac.

## Pour approfondir